# Tavda (město)
Tavda (rusky Тавда) je město ve Sverdlovské oblasti v Rusku. Při sčítání lidu v roce 2010 tu žilo 35 421 obyvatel.

## Poloha a doprava
Tavda leží na západě Západosibiřské roviny na jižním břehu stejnojmenné řeky, levého přítoku Tobolu v povodí Obu. Od Jekatěrinburgu, správního střediska oblasti, je vzdálen přibližně 360 kilometrů severovýchodně.
Městem vede od roku 1916 železniční trať z Jekatěrinburgu do Arťomovského, která byla v roce 1969 prodloužena do Meždurečenského.